# مقاطعة بيرسكي
مقاطعة بيرسكي ((بالروسية: Би́рский райо́н)‏. (بالباشقيرية: Бөрө районы)‏) هي مقاطعة إدارية  وبلدية (رايون)، واحدة من أربعة وخمسين مقاطعة في جمهورية باشكورتوستان، روسيا. تقع في شمال الجمهورية وتحدها مقاطعة بوراييفسكي ‏ في الشمال، مقاطعة ميشكينسكي ‏ في الشمال الشرقي والشرقي، ومقاطعة بلاغوفيشتشينسكي في الجنوب الشرقي، ومقاطعة كوشنارينكوفسكي في الجنوب، ومقاطعة ديورتيولينسكي في الغرب. تبلغ مساحة المقاطعة 1,786.49 كيلومتر مربع (689.77 ميل2). مركزها الإداري هو مدينة بيرسك (وهي ليست جزءًا إداريًا من المقاطعة). حسب تعداد عام 2010، كان مجموع سكان المقاطعة 17924 نسمة.

## التاريخ
تأسست المنطقة في عام 1930.

## التركيبة السكانية
| 2002   | 2008    | 2009    | 2010    | 2012    | 2013    | 2014    | 2015    | 2016    | 2017    |
| ------ | ------- | ------- | ------- | ------- | ------- | ------- | ------- | ------- | ------- |
| 27.999 | ↘27.782 | ↘27.583 | ↘26.080 | ↘25.361 | ↘24.825 | ↘24.124 | ↘23.653 | ↘23.315 | ↘22.984 |

سيكون عدد السكان وفقا لتوقعات وزارة التنمية الاقتصادية في روسيا كما يلي:
- 2024 - 22,09 ألف شخص.
- 2035 - 19,86 ألف شخص.

يعيش 71.62٪ من سكان المقاطعة في المحيط الحضري (مدينة بيرسك).
وفقًا لتعداد عموم روسيا لعام 2010 تتكون التركيبة السكانية من حيث التكوين العرقي من 50.7٪ من الروس، 20.5٪ من المارييون، 15.1٪ من التتار، 11.9٪ من الباشكير، 1.8٪ من جنسيات أخرى.

## الوضع الإداري والبلدي
في إطار التقسيمات الإدارية، تعد مقاطعة بيرسكيواحدة من أربعة وخمسين مقاطعة في جمهورية باشكورتوستان. وهي مقسمة إلى أربعة عشر سيلسوفيت، تضم خمسة وسبعين منطقة ريفية. تعمل مدينة بيرسك كمركز إداري لها، على الرغم من دمجها بشكل منفصل كمدينة ذات الأهمية الفيدرالية - وحدة إدارية ذات مركز مساوٍ لمركز المقاطعات (والتي تضم، بالإضافة إلى بيرسك، منطقتين ريفيتين).
ونتيجة لتقسيم البلدية، أدرجت المقاطعة باسم مقاطعة بلدية بيرسكي، مع مدينة بيرسكي ذات الأهمية الفيدرالية يجري إدراجها في داخلها كما بيرسكي بلدة الحضرية. أدرجت أربعة عشر سيلسوفيت كأربعة عشر بلدة ريفية داخل مقاطعة البلدية. مدينة بيرسك بمثابة المركز الإداري لمقاطعة البلدية كذلك.